# دون هوفلر
دونالد سي هوفلر (بالإنجليزية: Don Hoefler) (3 أكتوبر 1922– 15 أبريل 1986) صحفي أمريكي يرجع له الفضل في ابتكار مصطلح «وادي السيليكون» واستخدامه في الطباعة. اقترح صديقه رالف فيرست اسم «وادي السيليكون» في سلسلة المقالات بعنوان «وادي السيليكون، الولايات المتحدة» في صحيفة إليكترونيك نيوز الاسبوعية في 11 يناير 1971.

## مهنة
قبل البدء في العمل في برنامجه الإخباري الأسبوعي، عمل هوفلر كمسؤولا ومراسلا لمؤسسة فيرتشايلد للنشر، ماكجرو هيل، وشركة RCA، وفيرتشايلد أشباه الموصلات. في منتصف سبعينيات القرن الماضي وحتي وفاتة في عام 1986، قام هوفلر بنشر رسالة إخبارية بعنوان «أخبار الالكترونيات الدقيقة»، والتي كانت «التابلويد» النهائي لصناعة أشباه الموصلات الأمريكية. ولكن تم اعتبارها أيضًا «ورقة ثرثرة» من قبل البعض. وظلت هذه الإخبارية تنشر لمدة 14 سنة. يحتوي مؤسسة  سميثسونيان الوطني للتاريخ الأمريكي على معظم إصدارات النشرة الإخبارية المتاحة للعرض على الإنترنت.
بدأت مسيرة هوفلر المهنية في مجال الصحافة الإلكترونية وعمل كوكيل إعلامي لشركة فيرتشايلد لأشباه المواصلات في ماونتن فيو، كما عملت لاحقا كمراسل لمطبوعات فيرتشايلد، صاحب الأخبار الإلكترونية ثم شغل مناصب تحريرية في شركة RCA ومع مكجرو هيل.

## العائلة
كان هوفلر يعيش في جنوب سان فرانسيسكو مع زوجته السيدة راشيل هوفلر. وقبل ذلك كان هوفلر متزوجا من السيدة لويز لمدة 41 عاما إلى أن توفيت وفاتها. في عام 1984 توفيت لويز في كاليفورنيا في منزل العائلة في وادي الكرمل. تزوج هوفلر من راشيل عام 1985، قبل وقت قصير من وفاته. 
توفي ابنه ستيفن قبله في عام 1983، وهو ما زال في السادس والعشرين من عمره. رزق هوفلر بثلاثة أطفال، ديفيد الابن الأكبر وإليزابيث وبول.

## الموت
في 15 أبريل عام 1986، توفي هوفلر عن عمر يناهز 63 عاما بعد صراعه مع المرض. قبل وفاته تم نقله إلي المستشفى بعد تعرضه لسكتة دماغية أدت إلى غيبوبة. توفي في وقت لاحق في مستشفى فورت مايلي للمحاربين القدامى في سان فرانسيسكو، كاليفورنيا. تبرع هوفلر بجثته لجامعة كاليفورنيا في كلية سان فرانسيسكو الطبية.

## وصلات خارجية
- أخبار الالكترونيات الدقيقة.
- الصفحة الشخصية لدون هوفلر.
- نشرة واشنطن بوست نسخة محفوظة 21 أكتوبر 2012 على موقع واي باك مشين..
- نشرة لوس أنجلوس تايمز نسخة محفوظة 21 أكتوبر 2012 على موقع واي باك مشين..